# Etnici nazionali
Di seguito è presentato l'elenco in ordine alfabetico degli etnici nazionali.

## A
- Abcasia, abcaso/a[1], abkhaso/a[1]
- Afghanistan, afghano/a,[2] afgano/a[2]
- Isole Åland, alandese[3]
- Albania, albanese[4]
- Algeria, algerino/a[5]
- Andorra, andorrano/a[6]
- Angola, angolano/a[7]
- Anguilla, anguillano/a[8]
- Antigua e Barbuda, antiguo-barbudano/a[9]
- Arabia Saudita, saudita,[10] arabo/a saudita[11]
- Argentina, argentino/a[12]
- Armenia, armeno/a[13]
- Artsakh, artsakhiano/a[14], karabakhiano/a[15]
- Aruba, arubano/a[16]
- Australia, australiano/a[17]
- Austria, austriaco/a[18]
- Azerbaigian, azero/a,[19] azerbaigiano/a[20]

## B
- Bahamas, bahamense[21]
- Bahrein, bahreinita,[22] bahrainita[22]
- Bangladesh, bengalese,[23] bangladese[24]
- Barbados, barbadiano/a,[25] barbadoregno/a[26]
- Belgio, belga[27]
- Belize, beliziano/a[28]
- Benin, beninese,[29] beniniano/a[29]
- Bermuda, bermudiano/a[30]
- Bhutan, bhutanese[31]
- Bielorussia, bielorusso/a,[32] belorusso/a[32]
- Birmania, birmano/a[33]
- Bolivia, boliviano/a[34]
- Bosnia ed Erzegovina, bosniaco-erzegovese[35], bosniaco-erzegovino/a[36]
- Botswana, botswano/a[37]
- Brasile, brasiliano/a[38]
- Brunei, bruneiano/a[39]
- Bulgaria, bulgaro/a[40]
- Burkina Faso, burkinabé[41]
- Burundi, burundese[42]

## C
- Cambogia, cambogiano/a[43]
- Camerun, camerunese[44]
- Canada, canadese[45]
- Capo Verde, capoverdiano/a[46]
- Isole Cayman, caymanese[47], caymaniano/a[48]
- Rep. Ceca, ceco/a[49]
- Rep. Centrafricana, centrafricano/a[50]
- Ciad, ciadiano/a[51]
- Cile, cileno/a[52]
- Cina, cinese[53]
- Cipro, cipriota[54]
- Colombia, colombiano/a[55]
- Comore, comoriano/a[56]
- Rep. del Congo, congolese[57]
- RD del Congo, congolese,[57] zairese,[58] zairiano/a[58]
- Isole Cook, cookese[59]
- Corea del Nord, nordcoreano/a,[60] nord-coreano/a[60]
- Corea del Sud, sudcoreano/a,[61] sud-coreano/a[61]
- Costa d'Avorio, ivoriano/a,[62] avoriano/a[62]
- Costa Rica, costaricano/a,[63] costaricense[63]
- Croazia, croato/a[64]
- Cuba, cubano/a[65]

## D
- Danimarca, danese[66]
- Dominica, dominicese[67], dominicense[67], dominicano/a[68]
- Rep. Dominicana, dominicano/a[69]

## E
- Ecuador, ecuadoriano/a,[70] (meno bene) ecuadoregno/a[71]
- Egitto, egiziano/a[72]
- El Salvador, salvadoregno/a[73]
- Emirati Arabi Uniti, emiratense,[74] imaratense[74], emiratino/a[75]
- Eritrea, eritreo/a[76]
- Estonia, estone[77]
- Etiopia, etiope[78]

## F
- Isole Falkland, falklandese[79]
- Fær Øer, faroense,[80] faroese,[80] feroese[80]
- Figi, figiano/a[81]
- Filippine, filippino/a[82]
- Finlandia, finlandese[83]
- Francia, francese[84]

## G
- Gabon, gabonese[85]
- Galles, gallese[86]
- Gambia, gambiano/a[87]
- Georgia, georgiano/a[88]
- Germania, tedesco/a,[89] germanico/a[90]
- Ghana, ghanese,[91] ghanaese,[91] ghanaense[91]
- Giamaica, giamaicano/a[92]
- Giappone, giapponese,[93] nipponico/a[94]
- Gibilterra, gibilterriano/a[95]
- Gibuti, gibutiano/a[96]
- Giordania, giordano/a[97]
- Grecia, greco/a,[98] ellenico/a[99]
- Grenada, grenadino/a[100]
- Groenlandia, groenlandese[101]
- Guadalupa, guadalupano/a[102], guadalupeano/a[102]
- Guam, guamaniano/a[103]
- Guatemala, guatemalteco/a[104]
- Guernsey, guerneseyese[105], guernesiese[105]
- Guinea, guineano/a[106]
- Guinea-Bissau, guineense
- Guinea Equatoriale, equatoguineano/a
- Guyana, guïanese[107], guyanese[108]
- Guyana francese, guyanese[108], franco-guyanese[109]

## H
- Haiti, haitiano/a[110]
- Honduras, honduregno/a,[111] onduregno/a[111]
- Hong Kong, hongkonghese[112]

## I
- India, indiano/a[113]
- Indonesia, indonesiano/a[114]
- Inghilterra, inglese[115]
- Iran, iraniano/a,[116] persiano/a[117]
- Iraq, iracheno/a,[118] irakeno/a[118]
- Irlanda, irlandese[119]
- Irlanda del Nord, nordirlandese,[120] nord-irlandese[120]
- Islanda, islandese[121]
- Israele, israeliano/a[122]
- Italia, italiano/a[123]

## J
- Jersey, jerseyese[124], jerseyano/a[125]

## K
- Kazakistan, kazako/a,[126] kazaco/a[126]
- Kenya, keniota,[127] kenyota,[127] keniano/a,[128] kenyano[128]
- Kirghizistan, kirghiso/a,[129] kirghizo/a,[129] chirghiso/a[129]
- Kiribati, gilbertese, kiribatese[130]
- Kosovo, kosovaro/a,[131] kossovaro/a[131]
- Kuwait, kuwaitiano/a[132]

## L
- Laos, laotiano/a,[133] laosiano/a[133]
- Lesotho, lesothiano/a[134]
- Lettonia, lettone[135]
- Libano, libanese[136]
- Liberia, liberiano/a[137]
- Libia, libico/a[138]
- Liechtenstein, liechtensteiniano/a[139]
- Lituania, lituano/a[140]
- Lussemburgo, lussemburghese[141]

## M
- Macao, macaense[142], macanese[143]
- Macedonia del Nord, macedone[144]
- Madagascar, malgascio/a[145]
- Malawi, malawiano/a,[146] malawi,[146] malawense[146]
- Maldive, maldiviano/a[147]
- Malaysia, malese[148]
- Mali, maliano/a,[149] malieno/a[149]
- Malta, maltese[150]
- Isola di Man, mannese[151]
- Isole Marianne Settentrionali, mariannense[152]
- Marocco, marocchino/a[153]
- Isole Marshall, marshallese[154]
- Martinica, martinicano/a[155]
- Mauritania, mauritano/a,[156] mauro/a[157]
- Mauritius, mauriziano/a[158]
- Mayotte, maorese[159]
- Messico, messicano/a[160]
- Micronesia, micronesiano/a[161]
- Moldavia, moldavo/a,[162] moldovo/a[162]
- Monaco, monegasco/a[163]
- Mongolia, mongolo/a,[164] mongolico/a[164]
- Montenegro, montenegrino/a[165]
- Montserrat, montserratiano/a[166]
- Mozambico, mozambicano/a[167]

## N
- Namibia, namibiano/a[168]
- Nauru, nauruano/a[169]
- Nepal, nepalese[170]
- Nicaragua, nicaraguense,[171] nicaraguese,[171] nicaraguegno/a[172]
- Niger, nigerino/a[173]
- Nigeria, nigeriano/a[174]
- Niue, niueano/a[175]
- Isola Norfolk, norfolkese[176]
- Norvegia, norvegese[177]
- Nuova Caledonia, neocaledoniano/a,[178] neocaledone[179]
- Nuova Zelanda, neozelandese[180]

## O
- Oman, omanita[181]
- Ossezia del Sud, sud-osseto/a[176]

## P
- Paesi Bassi, neerlandese,[182] nederlandese[182]
- Pakistan, pakistano/a,[183] pachistano/a[183]
- Palau, palauano/a[176], palaulano/a[184]
- Palestina, palestinese[185]
- Panama, panamense,[186] panamegno/a[186]
- Papua Nuova Guinea, papuano/a[187]
- Paraguay, paraguaiano/a,[188] paraguayano[188]
- Perù, peruviano/a[189]
- Isole Pitcairn, pitcairnese[190]
- Polinesia francese, polinesiano/a[191], franco-polinesiano[192]
- Polonia, polacco/a[193]
- Portogallo, portoghese[194]
- Porto Rico, portoricano/a[195]

## Q
- Qatar, qatariota[196] (desueto: qatariano/a,[196][197] meno comune: qatarino/a)[196]

## R
- Regno Unito di Gran Bretagna e Irlanda del Nord, britannico/a[198]
- La Riunione, reunionista[199]
- Romania, rumeno/a,[200] romeno/a[200]
- Ruanda, ruandese[201]
- Russia, russo/a[202]

## S
- Sahara Occidentale, saharawiano/a[203]
- Saint Kitts e Nevis, kittitiano/a e nevisiano/a[204]
- Saint-Martin, di Saint-Martin
- Saint-Pierre e Miquelon, di Saint-Pierre e Miquelon
- Saint Vincent e Grenadine, sanvincentino/a
- Isole Salomone, salomonese
- Samoa, samoano/a[205]
- Samoa Americane, samoano/a americano/a
- San Marino, sammarinese,[206] sanmarinese[206]
- Saint Lucia, santaluciano/a
- Sant'Elena, Ascensione e Tristan da Cunha, di Sant'Elena, Ascensione e Tristan da Cunha
- São Tomé e Príncipe, saotomense
- Scozia, scozzese[207]
- Senegal, senegalese[208]
- Serbia, serbo/a[209]
- Seychelles, seychellese, seicellese
- Sierra Leone, sierraleonese[210]
- Singapore, singaporiano/a[211]
- Siria, siriano/a[212]
- Slovacchia, slovacco/a[213]
- Slovenia, sloveno/a[214]
- Somalia, somalo/a[215]
- Spagna, spagnolo/a[216]
- Sri Lanka, singalese,[217] cingalese,[217] srilankese,[218] tamil[219]
- Stati Uniti, statunitense,[220] americano/a[221]
- Sudafrica, sudafricano/a,[222] sud-africano/a[222]
- Sudan, sudanese[223]
- Sudan del Sud, sudsudanese
- Suriname, surinamese
- Svalbard e Jan Mayen, di Svalbard e Jan Mayen
- Svezia, svedese[224]
- Svizzera, svizzero/a,[225] elvetico/a[226]
- eSwatini, swazilandese

## T
- Tagikistan, tagiko/a,[227] tagico/a[227]
- Polinesia francese, tahitiano/a,[228] taitiano[228]
- Taiwan, taiwanese[229]
- Tanzania, tanzaniano/a[230]
- Thailandia, thailandese,[231] tailandese[231]
- Tibet, tibetano/a
- Timor Est, est-timorese
- Togo, togolese[232]
- Tokelau, tokelauano/a
- Tonga, tongano/a[233]
- Transnistria, transnistriano/a
- Trinidad e Tobago, trinidadiano/a, tobagodiano/a
- Tunisia, tunisino/a[234]
- Turchia, turco/a[235]
- Turkmenistan, turkmeno/a,[236] turcmeno/a[236]
- Turks e Caicos, di Turks e Caicos
- Tuvalu, tuvaluano/a[237]

## U
- Ucraina, ucràino/a[238], ucraìno/a[238]
- Uganda, ugandese[239]
- Ungheria, ungherese,[240] magiaro/a[241]
- Uruguay, uruguaiano/a,[242] uruguayano/a[242]
- Uzbekistan, uzbeko/a[243], uzbeco/a[243], usbeco/a[244]

## V
- Vanuatu, vanuatiano/a[245]
- Città del Vaticano, della Santa Sede, vaticano/a (usato solo come aggettivo, non può essere usato in forma sostantivata)[246], cittadino vaticano[247]
- Venezuela, venezuelano/a,[248] venezolano/a[248]
- Isole Vergini Americane, americo-verginiano/a[senza fonte]
- Isole Vergini Britanniche, anglo-verginiano/a[senza fonte]
- Vietnam, vietnamita[249]

## W
- Wallis e Futuna, di Wallis e Futuna

## Y
- Yemen, yemenita[250]

## Z
- Zambia, zambiano/a[251]
- Zimbabwe, zimbabwese[252]